# Herbert Schifter
Herbert Schifter (* 15. Juni 1937 in Wien; † 7. Februar 2017 in Graz) war ein österreichischer Ornithologe. Sein Forschungsschwerpunkt waren die Mausvögel (Coliidae).

## Leben
1955 legte Schifter am Bundesrealgymnasium Wien X seine Matura ab. Nach einem Studium der Zoologie und der Botanik wurde er im Dezember 1964 mit einer Dissertation über das Fortpflanzungsverhalten und die Jugendentwicklung der Mausvögel (Coliidae) bei Wilhelm Marinelli zum Dr. phil. an der Universität Wien promoviert. 1965 war er Forschungsassistent bei Professor Heini Hediger am Zoo Zürich. 1966 war er Stipendiat und ab Jänner 1969 wurde er festangestellter Mitarbeiter in der Vogelsammlung am Naturhistorischen Museum Wien. Von 1972 bis zu seinem Ruhestand im Jahr 1994 war er Kustos der Vogelabteilung des Museums. Von 1970 bis 1993 hatte er verschiedene Posten bei der Österreichischen Gesellschaft für Vogelkunde, heute BirdLife Österreich. Zuerst war er geschäftsführender Vorsitzender und nach einer Statutenänderung ab 1979 stellvertretender Vorsitzender. Von 1970 bis 1993 vertrat er Österreich beim International Council for Bird Breservation (ICBP, heute BirdLife International).
Schifter veröffentlichte mehr als 170 Artikel, wovon viele in internationalen Zeitschriften erschienen. Er unternahm mehrere Sammlungsexpeditionen, die ihn in die Türkei, auf die Kanaren und nach Afrika führten. In Österreich koordinierte er von 1975 bis 1984 die Weißstorch-Zählungen. Sein Interessensschwerpunkt sind jedoch die Mausvögel, worüber er 1972 ein Buch mit dem Titel Die Mausvögel. Coliidae verfasste. Ferner schrieb er den Beitrag über die Mausvögel in Grzimeks Tierleben. 1975 erstbeschrieb er zwei Unterarten des Blaunacken-Mausvogels, Urocolius macrourus abyssinicus aus Zentral- und Süd-Äthiopien sowie aus dem Norden Somalias und Urocolius macrourus massaicus aus Zentral- und Ost-Tansania. In Zusammenarbeit mit Gurner Robert Cunningham van Someren (1913–1997) beschrieb er 1981 die Unterart Pseudalethe poliocephala giloensis der Braunbrustalethe und die Unterart Pogonocichla stellata pallidiflava des Sternrötels aus dem Südsudan.
Schifter war Mitglied bei BirdLife Österreich, der Zoologisch-Botanischen Gesellschaft, der Deutschen Ornithologen-Gesellschaft, der Societe Ornithologique de France, der Ornithological Society of the Middle East, der West African Ornithological Society, der Deutschen Gesellschaft für Herpetologie und Terrarienkunde und korrespondierendes Mitglied des Deutschen Bundes für Vogelschutz (heute NABU). Bei der Zeitschrift Aktuelles aus der Vogelwelt war er wissenschaftlicher Berater.

## Schriften
- Beiträge zur Fortpflanzungsbiologie und Jugendentwicklung der Mausvögel (Coliidae). Dissertation Universität Wien. 1964.
- Die Mausvögel (= Die neue Brehm-Bücherei. Nr. 459). Ziemsen, Wittenberg Lutherstadt 1972.